# Franco Rossellini
Pour les articles homonymes, voir Rossellini.
Franco Rossellini, né le 7 novembre 1935 à Rome et mort le 3 juin 1992 à New York, est un producteur, réalisateur, scénariste et acteur italien.

## Biographie
Rossellini, fils du compositeur Renzo, a d'abord été assistant réalisateur (1960-1962) sur quelques films de son oncle Roberto Rossellini, avant de collaborer également avec Federico Fellini, Sergio Corbucci, Bruno Corbucci et Mauro Bolognini. En 1965, il met en scène avec Luigi Bazzoni l'adaptation cinématographique d'un roman de Giovanni Comisso, le giallo La Femme du lac, inspiré de faits réels. Dans les années qui suivent, Rossellini se consacre à la production de films et, avec Manolo Bolognini, rendit possible, entre autres, certaines œuvres de Pier Paolo Pasolini. Dans les années 1970, il n'a plus occupé cette fonction qu'à quelques reprises avant de déménager à New York, où il est décédé plus tard des suites du SIDA,.
Au début de sa carrière, Rossellini avait également travaillé sur scène, notamment lors de la mise en scène d'un opéra écrit par son père d'après Vu du pont d'Arthur Miller en 1961. 

## Filmographie

### Producteur
- 1966 : Django de Sergio Corbucci
- 1966 : Texas Adios (Texas, addio) de Ferdinando Baldi
- 1967 : Je ne proteste pas, j'aime (Io non protesto, io amo) de Ferdinando Baldi
- 1967 : T'as le bonjour de Trinita (Rita nel West) de Ferdinando Baldi
- 1968 : Django, prépare ton cercueil ! (Preparati la bara!) de Ferdinando Baldi
- 1968 : Théorème (Teorema) de Pier Paolo Pasolini
- 1969 : Médée (Medea) de Pier Paolo Pasolini
- 1971 : Les Murs de Sanaa (Le mura di Sana'a) de Pier Paolo Pasolini
- 1971 : Le Décaméron (Il Decamerone) de Pier Paolo Pasolini
- 1973 : Le Gang des frères Blue (Blu Gang e vissero per sempre felici e ammazzati) de Luigi Bazzoni
- 1974 : Identikit de Giuseppe Patroni Griffi
- 1977 : Messaline, impératrice et putain (Messalina, Messalina!) de Bruno Corbucci
- 1978 : Le Fils du cheikh (Il figlio dello sceicco) de Bruno Corbucci
- 1980 : La Cité des femmes (La città delle donne) de Federico Fellini

### Réalisateur
- 1965 : La Femme du lac (La donna del lago), coréalisé avec Luigi Bazzoni

### Scénariste
- 1965 : La Femme du lac (La donna del lago) de Luigi Bazzoni et Franco Rossellini
- 1979 : Caligula (Caligola) de Tinto Brass

### Acteur
- 1958 : Les Époux terribles (Nata di marzo) d'Antonio Pietrangeli : Rolando
- 1959 : Nicolette et les Faust d'Alain Jeannel : Franco, l'ami de Frédéric
- 1960 : La dolce vita de Federico Fellini : Le beau cavalier (non crédité)
- 1961 : Totò, Peppino et la Douceur de vivre (Totò, Peppino e... la dolce vita) de Sergio Corbucci : Franco